# Give Your Heart a Break
"Give Your Heart a Break" é uma canção da cantora norte-americana Demi Lovato, contida em seu terceiro álbum de estúdio, Unbroken. Composta e produzida por Josh Alexander e Billy Steinberg, a letra da faixa é sobre querer que um rapaz que já foi machucado em relacionamentos anteriores dê à cantora a chance de provar que não faria o mesmo que as outras. A faixa foi escolhida como o segundo single do disco e enviada para as rádios americanas em 23 de janeiro de 2012 pela Hollywood Records. O single alcançou o pico na 16ª posição da Billboard Hot 100, na sua décima nona semana na parada; foi certificado platina tripla pela Recording Industry Association of America (RIAA) por vender mais de três milhões de cópias nos Estados Unidos.
Lovato apresentou a canção no New Year's Eve da MTV e nos People's Choice Awards. O vídeo da música, dirigido por Justin Francis, estreou no dia 2 de abril de 2012 para os Estados Unidos e Canadá no canal E!, e no dia seguinte foi publicado no VEVO.

## Precedentes e lançamento
"Give Your Heart a Break" foi escolhida para entrar no Unbroken durante um encontro entre Billy Steinberg e o A&R Jon Lind, realizado em setembro de 2010. Jon comentou que, quando ouviu a demo da canção, soube que ela possuía as características que fariam a cantora "amá-la". Assim como "Skyscraper", ela foi uma das primeiras faixas gravadas para o disco, e as duas são as únicas das gravações iniciais que permaneceram no projeto. Em entrevista para a MTV, Billy comentou, "Meu parceiro Josh Alexander conhecia a voz dela melhor do que eu, e ele achou que ela faria um bom trabalho com a música. [...] Ela cantou muito bem e foi assim que a parceria surgiu. [...] Não há nada melhor para um compositor que escrever uma boa canção e vê-la ser cantada pela pessoa certa".
Inicialmente, a faixa "Who's That Boy", que conta com a participação da cantora de house music Dev, foi anunciada como o segundo single do terceiro álbum de estúdio de Lovato, Unbroken; a gravidez de Dev no período de lançamento foi considerada um dos motivos para a escolha de uma outra música de trabalho, "Give Your Heart a Break". A capa do single foi divulgada juntamente com um vídeo com seu áudio no canal oficial da cantora no YouTube, em 12 de dezembro de 2011. Onze dias depois, no mesmo canal, foi divulgado um vídeo com a letra da faixa, que mostra a artista como se a estivesse escrevendo em um diário.
O single foi enviado para as rádios Hot AC norte-americanas em 23 de janeiro de 2012 e para as mainstream no dia seguinte. O single foi incluído na 43ª edição da série Now That's What I Call Music! dos Estados Unidos. A série Glee gravou uma versão da canção, cantada por Lea Michele (Rachel Berry) e Dean Geyer (Brody Weston), presente no quarto episódio da quarta temporada, "The Break-Up".

## Composição

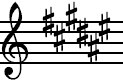
F-sharp Major key signature.

"Give Your Heart a Break" é uma canção de andamento médio do gênero electro-pop, com um ritmo da música dance e influências do pop rock. Foi composta na clave de sol bemol maior, com 120 batidas por minuto e nela o vocal de Lovato tem uma variação de duas oitavas, entre mi bemol3 e mi bemol5.
Ela faz uso de violino, que foi apontado por Cristin Maher, do PopCrush, como semelhante ao usado no single de 2008 "Viva la Vida", contido no álbum Viva la Vida or Death and All His Friends, da banda Coldplay. Em sua ponte, o som do piano tem destaque. Liricamente, a faixa é sobre querer que um rapaz que já foi machucado em relacionamentos anteriores dê à cantora a chance de provar que não faria o mesmo que as outras. Lovato comentou que "essa é uma canção sobre mostrar à pessoa a quem ama que você é a  certa pra ela e está bem na sua frente. É sobre confiança".

## Lista de faixas
| Download digital |                           |         |  |
| N.º              | Título                    | Duração |  |
| 1.               | "Give Your Heart a Break" | 3:25    |  |

| Download digital internacional |                                                |         |  |
| N.º                            | Título                                         | Duração |  |
| 1.                             | "Give Your Heart a Break"                      | 3:25    |  |
| 2.                             | "Give Your Heart a Break" (The Alias Club Mix) | 5:58    |  |
| 3.                             | "Aftershock"                                   | 3:10    |  |
| 4.                             | "Yes I Am"                                     | 3:01    |  |

## Divulgação
A canção foi uma das quatro de Unbroken apresentadas pela artista durante sua performance no concerto Z100 Jingle Ball, realizado no Madison Square Garden em 9 de dezembro de 2011. Lovato a divulgou no especial New Year's Eve da MTV, que ela também co-apresentou, em 31 de dezembro de 2011, e também nos People's Choice Awards, premiação na qual venceu a categoria Favorite Pop Artist, em 11 de janeiro de 2012. Ela esteve no programa Today da NBC, em 6 de março de 2012, e no American Idol da Fox no dia 15 do mesmo mês, para apresentar o single. Apareceu no Good Morning America da ABC em 6 de julho de 2012 e cantou a faixa. A cantora fez outra performance da canção no pré-show dos Video Music Awards de 2012, realizado em 6 de setembro de 2012. Lovato participou do concerto VH1 Divas de 2012 e executou uma versão remix do single feita pelo DJ Mike D em 16 de dezembro de 2012, e a versão álbum no The X Factor com o grupo Fifth Harmony no dia 19 do mesmo mês.

## Videoclipe
O videoclipe da faixa foi filmado no final de fevereiro de 2012, com direção de Justin Francis. Um teaser com dezoito segundos de duração foi divulgado no canal oficial da cantora no Youtube em 23 de março de 2012, um segundo, com vinte e um segundos, dois dias depois e um terceiro e último, de vinte e dois segundos, no dia 30 de março. Neles, foi revelado que o vídeo iria estrear em 2 de abril de 2012 no E!, canal de televisão norte-americano, e seria postado no dia seguinte no Vevo.
A base do vídeo é Lovato tentando reconquistar seu namorado, interpretado por Alex Bechet, depois de uma briga. Ela observa fotos dos dois juntos, enquanto relembra dos seus momentos felizes. Ela então recolhe as fotos, caminha até a casa do namorado e começa a colar as fotos na parede em frente à sua janela. No final, ela havia montado uma grande imagem dos dois juntos, que o surpreende.

## Recepção da crítica
"Give Your Heart a Break" foi aclamada pela crítica. Durante sua resenha para Unbroken na MTV, Jocelyn Vena descreveu a canção como "divertida e inteligente". Shaun Kitchener, da página britânica Trash Lounge, a avaliou com quatro estrelas, em um máximo de cinco. A crítica da Embrace You Magazine elegeu a faixa como sua terceira favorita do Unbroken e afirmou que ela "incorpora uma batida electro-pop e instrumentos de cordas que ainda não tinha ouvido no disco". Amy Sciarretto afirmou no PopCrush que a canção lembra as dos anos 80 e 90 e tem "um som mais leve" que o single anterior "Skyscraper", mas é "tão madura e adulta" quanto ele; ela a avaliou com três estrelas e meia, em um máximo de cinco.
Sam Lansky publicou uma resenha positiva da canção no Buzz Worthy da MTV, na qual a chamou de "uma das mais perfeitas canções de puro pop na memória recente". Ele chamou a produção de "magnífica", destacando que seus responsáveis, e também compositores da faixa, foram Billy Steinberg e Josh Alexander, "uma dupla responsável por várias das mais icônicas canções pop da década passada". Mas, segundo ele, "é a voz de Lovato que realmente completa a música, uma grande e deslumbrante voz rouca que é inesperadamente poderosa e capaz de trazer séria emoção". Lansky concluiu sua crítica dizendo que "é o som de várias partes ótimas se juntando - o talento marcante dos compositores e produtores, o dom impressionante de Demi como vocalista, e a sofisticação da artista que ela está se tornando".

## Prêmios e indicações
O single recebeu duas nomeações na edição de 2012 dos Teen Choice Awards.
| Ano  | Prêmio             | Categoria         | Resultado |
| ---- | ------------------ | ----------------- | --------- |
| 2012 | Teen Choice Awards | "Canção do Verão" | Indicada  |
| 2012 | Teen Choice Awards | "Canção de Amor"  | Indicada  |

| Parada (2012)                         | Melhor posição |
| ------------------------------------- | -------------- |
| Bélgica (Ultratop - Flanders)         | 32             |
| Bélgica (Ultratip - Flanders)         | 2              |
| Bélgica (Airplay - Flanders)          | 19             |
| Brasil (Brasil Hot 100 Airplay)       | 16             |
| Canadá (Canadian Hot 100)             | 19             |
| Estados Unidos (Billboard Hot 100)    | 16             |
| Estados Unidos (Digital Songs)        | 21             |
| Estados Unidos (Pop Songs)            | 1              |
| Estados Unidos (Radio Songs)          | 6              |
| Estados Unidos (Adult Contemporary)   | 16             |
| Estados Unidos (Latin Pop Songs)      | 38             |
| França (SNEP)                         | 162            |
| Líbano (The Official Lebanese Top 20) | 11             |
| Noruega (VG-Lista)                    | 65             |
| Nova Zelândia (RIANZ)                 | 9              |

| Parada (2012)                      | Posição |
| ---------------------------------- | ------- |
| Canadá (Canadian Hot 100)          | 2       |
| Estados Unidos (Billboard Hot 100) | 1       |
| Estados Unidos (Pop Songs)         | 1       |
| Estados Unidos (Radio Songs)       | 2       |
| Estados Unidos (Digital Songs)     | 5       |

| País           | Associação | Certificação | Vendas     |
| -------------- | ---------- | ------------ | ---------- |
| Estados Unidos | RIAA       | 3× Platina   | 3.000.000+ |
| Nova Zelândia  | RIANZ      | Ouro         | 7.500+     |

## Créditos
Créditos adaptados do encarte de Unbroken.
- Composição e produção – Josh Alexander e Billy Steinberg
- Mixagem – Josh Alexander
- Gravação e engenharia – Josh Alexander e Chris Garcia
- Instrumentos e arranjos – Josh Alexander
- Vocais e vocais de apoio – Demi Lovato e Jaden Michaels